# Фолтешть
Фолтешть, Фолтешті (рум. Foltești) — село у повіті Галац в Румунії. Адміністративний центр комуни Фолтешть.
Село розташоване на відстані 211 км на північний схід від Бухареста, 35 км на північ від Галаца.

## Населення
За даними перепису населення 2002 року у селі проживали 2270 осіб. Усі жителі села рідною мовою назвали румунську.
Національний склад населення села:
| Національність | Кількість осіб | Відсоток |
| -------------- | -------------- | -------- |
| румуни         | 2235           | 98,5%    |
| цигани         | 35             | 1,5%     |